# Kevi
Kevi (serbocroata cirílico: Кеви) es un pueblo de Serbia perteneciente al municipio de Senta en el distrito de Banato del Norte de la provincia autónoma de Voivodina.
En 2011 tenía 726 habitantes, casi todos étnicamente magiares.
Se conoce la existencia del pueblo desde los siglos XIV-XVI, cuando era una aldea del reino de Hungría. El asentamiento medieval original quedó despoblado en el siglo XVI tras la invasión otomana y fue repoblado por magiares en el siglo XVIII, tras ser reconquistada la zona por el Imperio Habsburgo. A mediados del siglo XX, el pueblo se extendió notablemente con la construcción de casas a lo largo de la carretera de Tornjoš a Utrine, que forma la avenida principal del asentamiento.
Se ubica unos 15 km al suroeste de la capital municipal Senta.